# Jacques Necker
Jacques Necker (Genf, 1732. szeptember 30. – Coppet, Vaud kanton, 1804. április 9.) bankár, politikus, pénzügyi szakember. XVI. Lajos király három alkalommal bízta meg a Francia Királyság pénzügyeinek vezetésével (1776-ban, 1788-ban és 1789-ben). Leánya, Anne Louise Germaine de Staël-Holstein, ismert nevén Madame de Staël (1766–1817), híres francia írónő.

## Ifjúkor, pályakezdés
Jacques Necker egy genfi protestáns család második gyermekeként született. Édesapja Charles Frédéric Necker, Küstrin-i (Brandenburg, Poroszország, ma: Kostrzyn nad Odrą, Lengyelország) ügyvéd volt, aki 1726. január 28-án lett a Genfi Köztársaság polgára. Édesanyja Jeanne Gautier volt, a Köztársaság vezető jogtanácsosának (fr: syndic, ol: sindico, ném: Syndikus) leánya.
Tizennégy évesen kezdte pályáját a Thélusson & Vernet Banknál, előbb Genfben, majd 1747-ben Párizsban. 1756-ban betársult a bankba, megalakították a Thélusson, Vernet & Necker Bankot. Bankári működése komoly sikereket hozott. Théllusson felügyelte a bank londoni fiókját, Necker vezette az üzletet Párizsban. Rövid idő alatt mindkét üzlettárs jelentős vagyonra tett szert, a Pénzügyminisztériumnak adott kölcsönökből és gabona-spekulációs ügyletekből.
1772-ben Necker több alkalommal jelentős pénzösszegeket utalt a francia királyi kincstár javára. Pénzügyi szakértelmére ekkor figyelt fel Choiseul francia hadügyminiszter és Terray abbé, XV. Lajos pénzügyminisztere.

## Bekerülés a hatalomba

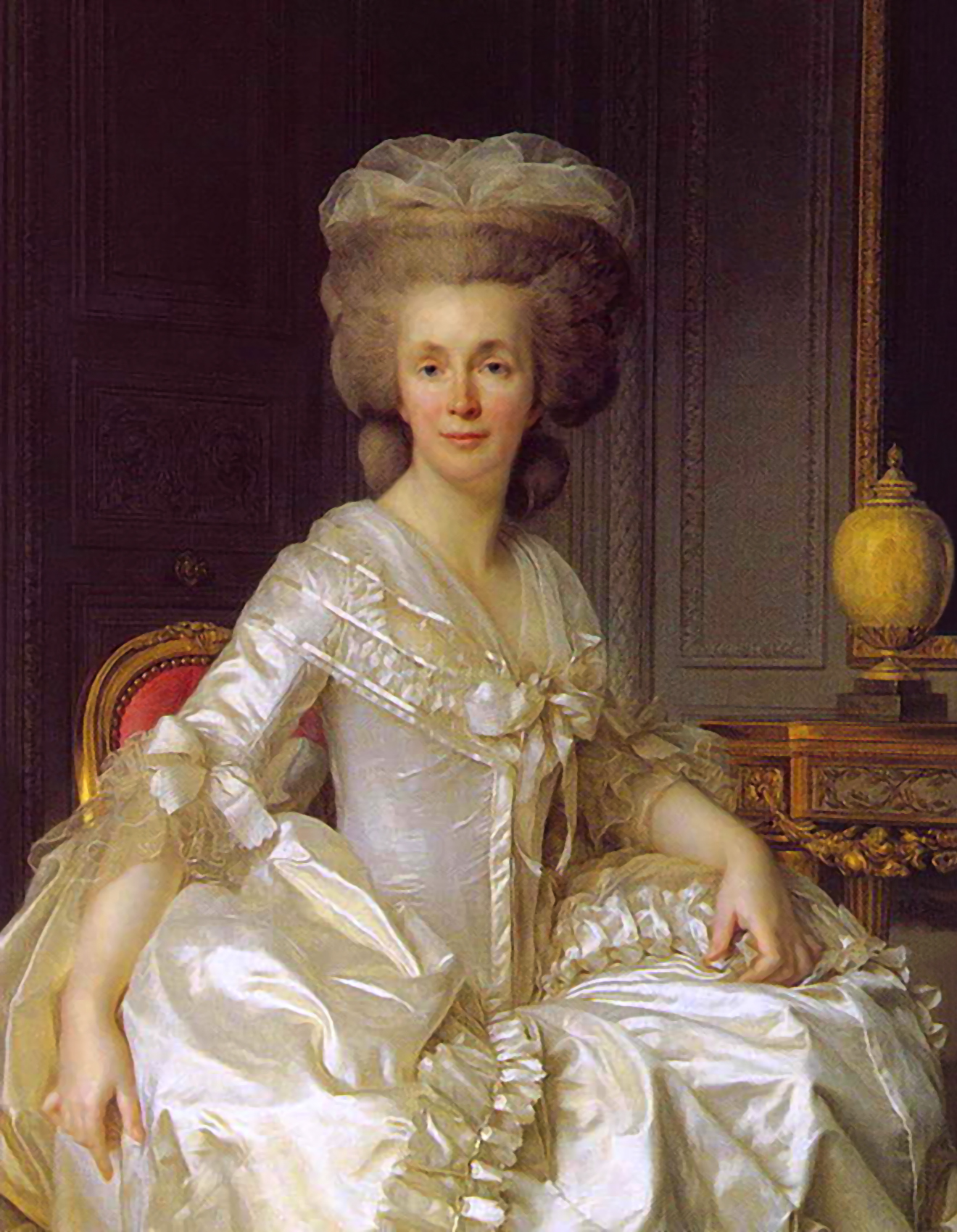
Suzanne Curchod, Necker felesége

1763-ban, genfi látogatása alkalmával Necker megismerkedett Suzanne Curchod-val, egy lausanne-i protestáns lelkész leányával, akit 1764-ben feleségül vett, és magával vitte Párizsba. Ez a házasság nagyban segítette Necker felemelkedését. Az asszony arra ösztönözte, keresse érvényesülését az állami főhivatalnoki pályán.
1764-ben kinevezték a Francia Kelet-indiai Társaság (Compagnie française des Indes orientales) vezető jogtanácsosának (syndic). A vezetőség tagjaként komoly szerepet játszott a Társaság felvirágoztatásában, ügyes diplomáciával védelmezte azt az ellenzők – elsősorban személyes ellensége, Morellet abbé – durva támadásai ellen, amelyek végül a Társaság 1769-1770-es hanyatlásához és felbomlasztását eredményezték.
Felesége a párizsi társasági kapcsolatokat szervezte. Pénteki összejövetelei ugyanolyan közkedveltségnek örvendtek Párizsban, mint Madame Geoffrin hétfői, és Madame Helvétius keddi szalonjai. Megjelentek itt a francia politikai, pénzügyi, irodalmi élet fontos személyiségei. 1768-ban Neckert kinevezték a Genfi Köztársaság párizsi ügyeinek miniszterévé, felesége ösztönzésére a politikába vetette magát. 1772-ben visszavonult az üzlettől, a bankházban meglévő érdekeltségeit átruházta fivérére, Louis-ra.
1773-ban Necker kiadta „Colbert dicsérete” („Éloge de Colbert”) c. dolgozatát, formailag egy dicsőítő beszédet, amellyel elnyerte a Francia Akadémia díját. A dolgozat az ideális minisztert írta le, amelyről mindenki ráismerhetett magára a szerzőre. Pragmatikus, „higgadt és rugalmas” szellemként mutatkozott be, szemben Turgot pénzügyminiszterrel (1727–1781), aki inkább doktríner gondolkodású volt. Colbert (1619–1683), XIV. Lajos király pénzügyminisztere az állam által szabályozott gazdaság jelképévé vált, ellentétben Turgot-val, a liberális szabadkereskedelem apostolával.
Neckernek a priori semmi esélye sem lett volna arra, hogy Franciaországban kormányzati funkciót tölthessen be. Protestáns vallása miatt nem válhatott a Királyi Tanács tagjává, emellett sem a kormányban, sem a királyi udvartartásban nem rendelkezett a szükséges személyes kapcsolatokkal. Idegeneket nem szívesen láttak volna kormányzati funkcióban (Necker a genfi köztársaság állampolgára volt). Végül, mivel keveset olvasott, nem ismerte Franciaország történetét, politikai és államigazgatási szervezetét sem.
A közvélemény azonban kedvezően változott Necker irányában. 1775. április 19-én közzétette „Értekezés a gabona kereskedelméről és ennek törvényi szabályozásáról” c. művét, amelyben lesújtó elemzést adott a gabonakereskedelem szabadságáról, amelyet a fiziokraták (elsősorban Morellet és Turgot) kötelezőnek írtak elő. Műve a könyvpiacon hatalmas sikert aratott. Éppen akkor jelent meg, amikor Turgot-nak szembe kellett néznie a saját politikája miatt kirobbant erőszakos zavargásokkal (az ún. lisztháborúval).
A karriert segítették a felesége által tartott szalonok rendszeres látogatói, elsősorban a filozófusok, akiknek nézeteit Necker több művében, így a „Colbert dicséreté”-ben is magáénak vallotta. Rousseau álláspontját követve erősen bírálta a tulajdont, amely nem „természetes jog”, hanem olyan „emberi törvény” alapján keletkezik, amely „az erő és a kényszer szerződésén” alapul. Necker a vallást csak annak társadalmi szerepe miatt látta létjogosultnak. Az erkölcsöt csak azért tartotta szükségesnek, mert az „féken tartja a népet”. A keresztény erkölcs felsőbbrendűségét csak abban látta, hogy „ez az egyetlen, amely gyorsan képes elterjeszteni egy meggyőződést, mert amit megvilágít, azt azonnal homályba is borítja”.
A filozófusok mellett Necker számíthatott Maurepas grófnak, XVI. Lajos államminiszterének és főtanácsadójának támogatására. Neckert segítette Maurepas feleségének bensőséges barátnője, Madame de Montbarrey és annak szeretője, Pezay márki is. Számíthatott a miniszter unokanővérére, d'Enville hercegnére is.

## Első minisztersége (1776–1781)
Turgot utódjának, Clugny de Nuits (1729–1776) pénzügyminiszternek halála alkalmat adott Neckernek, hogy bejusson a kormányba.
Protestáns vallású lévén, nem nevezhették ki pénzügyminiszterré (contrôleur général des finances), mert ez a tisztség automatikusan tagságot jelentett volna a Királyi Tanácsban. Ezért 1776. október 22-én, negyvennégy éves korában, kinevezték pénzügyi főtanácsadónak és a Királyi Kincstár főigazgatójának (directeur général du Trésor royal).
Október 21-én Louis Gabriel Taboureau des Réaux-t, az egyik államtanácsost (maître des requêtes) felmentették, és hivatalosan kinevezték pénzügyi főigazgatónak, de valójában Necker gyakorolta a hatalmat. Taboureau des Réaux 1777. június 29-én távozott posztjáról, helyét nem töltötték be. Necker megkapta a pénzügyminiszteri (directeur général des Finances) címet.
Miniszterként Necker azonnal fontos reformokat vezetett be, de kevésbé durva és hirtelen módszerekkel, mint elődje, Turgot tette. E reformok az államigazgatási, szociális és pénzügyi területekre terjedtek ki.

### Az államigazgatás reformja

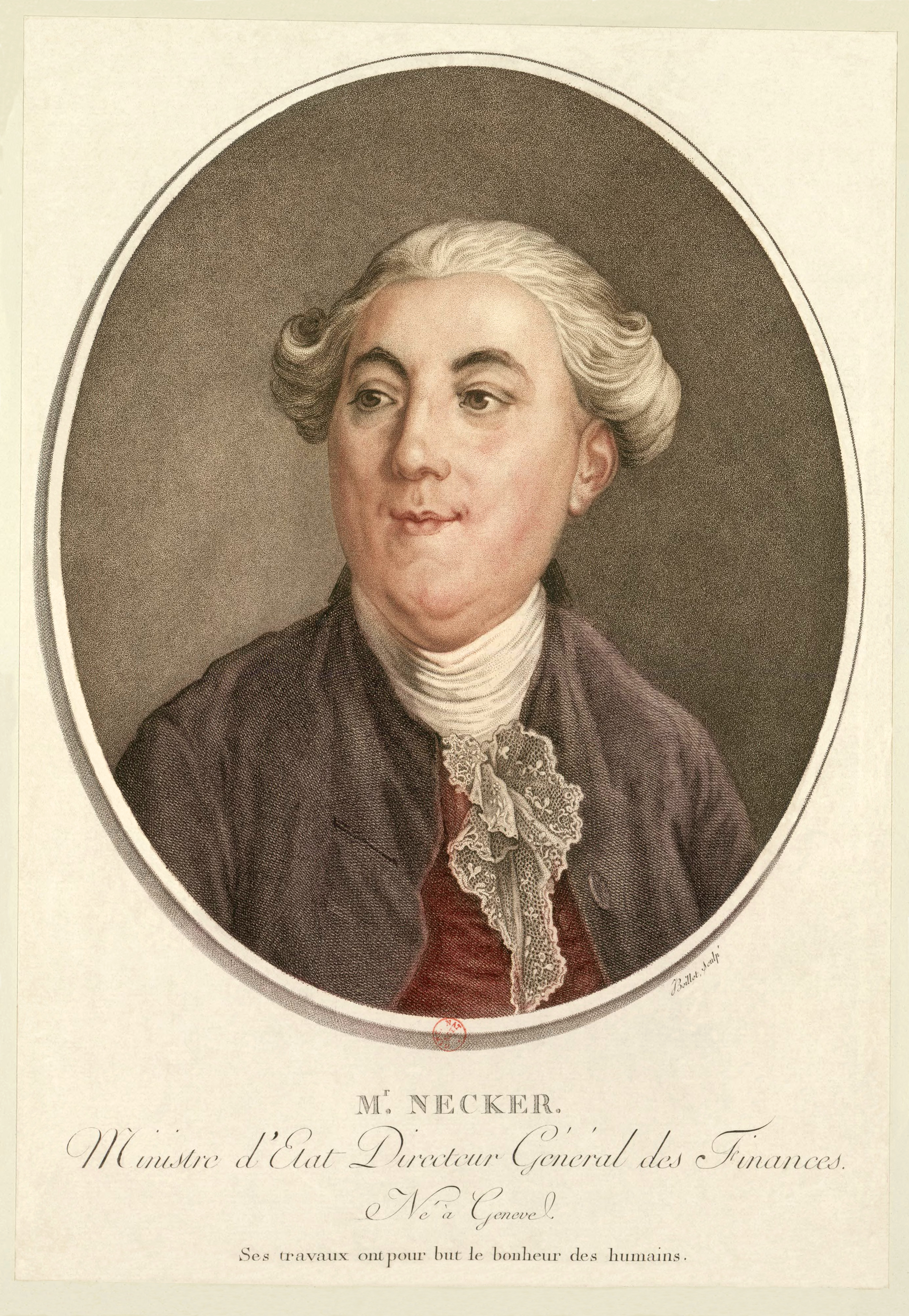
1789-ben

Az államigazgatásban Necker megerősítette a pénzügyminisztérium (contrôle général des finances) szerepét, ezt új szervezeti rendszerrel támasztotta alá. Megszüntette a hat pénzügyi és kereskedelmi intendánsi hivatalt, a királyi biztosi hivatalokhoz (généralité) tartozó 48 pénzügyi biztos (receveur général des finances) hivatalát, a 27 királyi biztosi kincstárnok hivatalát. 1778 novemberében megszüntette a Hadügyminisztérium és a Haditengerészet pénzügyi ellenőreinek hivatalát. A régi hivatali tisztségek betöltőit nem lehetett elmozdítani, javadalmazásuk jutalék révén történt. Helyükre Necker visszahívható alkalmazottakat helyezett, akik rögzített javadalmazást kaptak.
Necker korlátozta a királyi adószedő szervezet (a gyűlölt ferme générale) az adóbérlőknek kiadott állami sóadóra (gabelle), a dohányra, a párizsi fogalmazványok és beadványok jogára kiterjedő hatáskörét. 60-ról 40-ra csökkentette a királyi adószedésre jogosult adóbérlők (fermiers généraux) létszámát. (A ferme générale-ral kapcsolatos kritikák már 1769-ben arra késztették a kormányt, hogy új szabályozást vezessen be. Az adók beszedésére jogosult szervezetek felügyeletét nyilvános hivatalokra bízták, szabott jövedelmet élvező igazgatókkal).
A pénzügyi kormányzat hatalmának erősítése mellett Necker igyekezett csökkenteni annak önkényes voltát. Megteremtette a pénzügyi perbizottságot (comité contentieux des finances), hogy előkészítse a pénzügyi határozatok sorát (arrêts de finances), amelyek – bármennyire is a Királyi Tanács határozatainak köntösében jelentek meg – már hosszabb idő óta nem a kollektív ülésezés termékei voltak, hanem valójában a pénzügyi intendánsok alkotásai. Az 1780. február 13-i királyi nyilatkozat emellett lefektette azt az alapelvet is, hogy a fejadó (taille) többé nem növelhető a Tanács egyszerű határozatával, csak a parlamentben bejegyzett kiváltságlevelek révén. A parlamenttel való békülékeny szándék jeleként Necker eldöntötte, hogy – a huszadból származó jövedelem-bevallások ellenőrzésének és az adómértékeknek az igények szerinti változtatása nélkül – hogy az ellenőrzések csak húszévenként lesznek megtartva.
A Parlamentnek – és a tartományi királyi biztosoknak (az intendánsoknak) – a jogrendszeren kívüli hatalmát visszaszorítandó, Necker megteremtette a tartományi gyűlések (assemblées provinciales) rendszerét, amelynek alapelvét ő maga fektette le „Emlékirat a Királyhoz tartományi közigazgatási szervezetek létrehozásának tárgyában”. Szemben Turgot átfogó elképzeléseivel, ezek a tartományi gyűlések a három rend közötti különbség elfogadásán alapultak. Hatalmukban állt adókat kivetni és emelni, utak építését irányítani és a király számára szemléket tartani, a tartomány vagyonának bemutatása céljából. Mindössze négy tartományi gyűlést alapítottak – Berry, Haute-Guyenne, Dauphiné és Bourbonnais, – de ebből csak kettő kezdett működni.
Necker átláthatóságra törekedett az állam működésében. E szellemben adta közre 1781 januárjában „Számadás a Királynak” („Compte-rendu au Roi”) c. híres művét, amelyben részletesen leírta a királyi pénzügyi szervezetek működését, igazgatási elveit, és az ország pénzügyi helyzetét.

### Szociális intézkedések
Necker világos elgondolással rendelkezett az Államnak a gazdasági és társadalmi életben játszott szerepéről, amely közvetlenül csatlakozott Colbert elképzeléseihez. Necker nem hitte, hogy a mindent megengedő („laissez-faire”) liberális gazdaságpolitika önmagától képes megteremteni a polgárok jólétét. A társadalom szükséges egyensúlyát fenntartandó, az Államnak teljes súllyal ki kell fejtenie segítő funkcióját: „A kormányzat a társadalmi harmónia közvetítője és letéteményese, ezért neki kell megtennie a vagyontalan osztályért mindazt, amit a törvény és a jogrend megenged”. A köznép körében ezek az intézkedések jelentősen növelték a miniszter népszerűségét.
Necker létrehozott egy bizottságot a párizsi közkórházak felügyeletére. Egy másik, újonnan szervezett bizottság a börtönök és fegyintézetek átfogó, messzetekintő reformjának alapjait rakta le. Lebontották a párizsi Fort-l’Évêque és Petit Châtelet börtönöket, a Rue du Roi-de-Sicile-ben új börtönt építettek a megfizetetlen adósság miatt elítéltek számára. 1778 végén, Necker feleségének nagylelkű adománya révén, átadták a Saint-Sulpices és Gros-Caillou egyházközségek új közkórházát.
1779-ben a királyi (és más érintett) földbirtokokon Necker kezdeményezésére a király eltörölte a hitbizomány (mainmorte) intézményét, azaz feloldotta a földbirtok továbbörökíthetőségének és elidegeníthetőségének tilalmát. Az 1780-as rendelet felhatalmazta a közkórházakat, hogy eladhassák ingatlanvagyonukat és pénzalapjaikat a király vagy a rendek jövedelemalapjaiba fektessék. 1780-ban Necker kezdeményezésére eltörölték a kínvallatást, amelyet addig igazságügyi eszközként alkalmaztak.

### Pénzügyi intézkedések
Necker hirtelen pénzügyminiszteri kinevezése mögött a amerikai függetlenségi háború finanszírozási problémája rejlett. A háborúra való felkészülés 1776 júniusában kezdődött. Az egyidőben szárazföldön és tengeren vívott, távol eső csatatereken folyó háború igen költséges vállalkozás volt, 1777-től kezdve 150 millió livre pótlólagos pénzeszközt igényelt. Becslések szerint az amerikai háború Franciaországnak összesen egymilliárd livre-be került.
Pénzügyi politikai értelemben Necker kevés elvhez tartotta magát. Úgy tartotta hogy az Állam annyi kölcsönt vehet föl, amennyire szüksége van, amíg az állami költségvetés egyensúlyban van. Mivel nem akart adót emelni, politikai és elvi okokból sem, ezért növelni kell a kölcsön megtérülésének mértékét, ennek módja pénzügyi igazgatás reformja és költségeinek csökkentése.
Ennek elérésére a legklasszikusabb intézkedéseket tette: csökkentette a királyi család (Maison du Roi) személyes költségvetését, felülvizsgálták a nyugdíjakat, hogy kiszűrjék a járadékhalmozókat és a visszaéléseket, ellenőrizték a jövedelmek bevallását és felülvizsgálták az állami jegyzések előfizetéseit, mindezek 1,6 millió livre pótlólagos állami bevételt hoztak.
A háborús erőfeszítések finanszírozására Necker hatalmas kölcsönöket vett föl, mintegy 530 millió livre összegben, magas kamatra, az Állam alacsony hitelképessége miatt. Olyan költséges eszközökhöz kellett folyamodnia, mint a sorsolásos államkölcsön (emprunt à lots), és az életjáradéki kölcsön (emprunt viager).
A pénzalapok megteremtése túl nagy feladat volt ahhoz, hogy hirtelen végrehajthassák. Necker inkább csak kitűzte a követendő irányt, de nem végezte el magát a műveletet. Általában véve, inkább bankárként irányította a Francia Királyság pénzügyeit, és nem úgy, mint egy mélyebben elemző közgazdász. Necker tevékenységét nem értékelik olyan magasra, mint elődjéét, Turgot-ét, aki a maga korának egyik legnagyobb jelentőségű közgazdásza volt. Necker igen népszerű politikát folytatott, amikor az állami bevételek növelését, a háború költségeit adóemelés helyett kölcsönfelvételekből, az állam eladósodásából fedezte. Necker pénzügyi politikája Franciaországot végső fokon az államcsőd és a forradalom felé sodorta.

### Megbuktatása 1781-ben
Ezek az intézkedések kezdetben általános meglepetést és lelkesedést váltottak ki. A közvélemény szurkolt a miniszternek, aki – csodálatos módon – adóemelés nélkül tudta finanszírozni a háborút, látható szakmai hozzáértéssel, mely nagy hatással volt azokra is, akik az ő módszereit szokatlannak tartották. De Necker sok ellenséget is szerzett magának: Amikor megtámadta a ferme générale gyűlölt intézményét, az adóbérlő lobbival találta magát szemben; a tartományi gyűlések általa szervezett intézménye miatt szembefordultak vele a parlamentek, a királyi udvartartás költségvetésének megnyirbálása, amelyet 1781 januárjában, a Beszámoló a Királynak c. művében védelmébe vett, szintén számos nagyhatalmú ellenséget szerzett neki.
1781 tavaszán ármányt szőttek Necker ellen. Az udvari párt, amelyet a király fivérei, királyi vérből való hercegek (princes du sang) és főnemesek vezettek, a közvéleményt Necker ellen uszította. Bértollnokok pamfleteket írnak a miniszter ellen. Ezek legélesebbike a „Caracciola márki levele D’Alembert úrhoz” (1781. május 1.), amelyet nyilvánvalóan a Necker helyére pályázó Calonne írt, Vergennes külügyminiszternek és Artois grófjának, a későbbi X. Károlynak védence.
Április végén a párizsi Parlament elutasította Bourbonnais tartomány új tartományi gyűlésének bejegyzéséről szóló határozati javaslatot. E tartományi gyűlések alapításának éppen az volt a célja, hogy megfossza a parlamenteket a törvényhozáson kívüli rendelkező hatalmuk egy részétől. Necker e tervről egy bizalmas kéziratos feljegyzésben tudósította a királyt még 1776-ban. E bizalmas feljegyzésnek azonban több másolata is fennmaradt; többek között a parlament elnökének, Guyenne de Gasq-nak hagyatékában, akinek természetes fia, Antoine Nicolas Waldec de Lessard, államtanácsos (maître des requêtes) Necker munkatársa volt.
1781. április 20-án egy pamflet, amelyet a párizsi parlament hat tagjának címeztek, felfedte a miniszter szándékait, ebből a feljegyzésből vett idézetekkel alátámasztva. A parlament tagjai felháborodtak. A király a marly-i kastélyba idéztette d’Aligre-t, a parlament vezető elnökét (premier président), és négyszemközt megtiltotta neki, hogy tárgyaljanak az 1776-os emlékiratról. Necker számára azonban ez már csak egy kis haladékot jelentett. A királyt megzavarta a közvélemény változása. Maurepas gróf, államminiszter ettől kezdve a genfi idegen menesztését szorgalmazta.
Május 16-án Necker megpróbálta rávenni az uralkodót, hogy királyi szóval kényszerítse ki a rendelet meghozatalát, Necker felvételét a Királyi Tanácsba, a Hadügy és a Haditengerészet beszerzési igazgatóságába. XVI. Lajos kategorikusan visszautasította mindhárom kérés teljesítését. Necker azonnal lemondott (1781. május 19.). A hír megdöbbenést keltett Párizsban, a lakosság tömegesen vonult a Saint-Ouen-i kastélyhoz, Necker vidéki lakóhelyéhez, hogy tüntessen a megbuktatott népszerű miniszter mellett.
Necker visszavonult Saint-Ouen-ba. 1784-ben Svájcba utazott, hogy coppet-i kastélyában munkálatokat végeztessen. 1785-ben Franciaországban utazgatott. Új könyvet adott ki, „Franciaország pénzügyeinek irányítása” („De l’administration des finances de la France”) címmel. A teljes pénzügyi szakmát átfogó, három kötetes mű 1784-ben jelent meg és hatalmas sikert hozott. Leánya, Anne Louise Germaine 1786-ban feleségül ment a svéd nagykövethez, Eric Magnus de Staël-Holstein báróhoz. Később Madame de Staël néven lett ismert írónő.
1787-ben, a 160 évnyi szünet után ismét összehívott Főnemesi Gyűlés (Assemblée des notables) előtt Necker utódja, Calonne pénzügyminiszter azzal vádolta meg Neckert, hogy megtévesztette a közvéleményt, hamis számadatokat közölt a „Számadás a Királynak” c. művében. Calonne szerint az 1781-es pénzügyi mérleg, amelyet Necker egyensúlyban lévőnek mutatott ki, valójában 50 milliós deficitet mutat. Necker válaszában vitatta Calonne számadatainak valódiságát. Emiatt a király kitiltotta Párizs környékéről. A két pénzügyminiszter dühödt nyilvános vitairatokat írt egymás ellen.

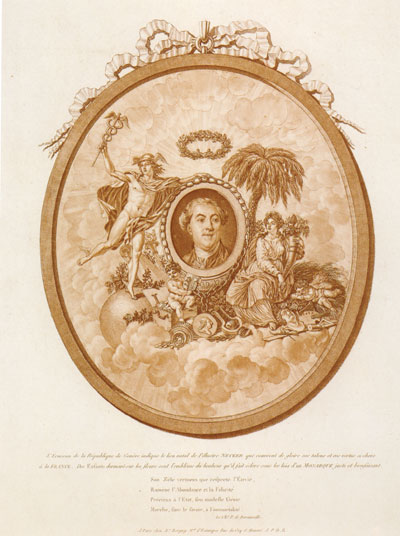
Necker allegorikus arcképe 1788–1789-ből

## Második minisztersége (1788–1789)
Calonne pénzügyminiszter kísérleteinek kudarca után a Francia Királyság az összeomlás küszöbére jutott. Pénzforrásokat kellett találni. A Necker felesége által fenntartott irodalmi szalon vendégei közben sikeresen terjesztették azt a nézetet, hogy Necker volt az egyetlen miniszter, aki megszüntette a deficitet. A közvélemény változása arra késztette XVI. Lajost, hogy ismét meghívja Neckert, akit 1788. augusztus 25-én pénzügyminiszterének (directeur général des finances) nevezett ki. Két nappal később Necker megkapta az államminiszteri kinevezést, amely a Királyi Tanács tagságát is jelentette.
Az új helyzet új körülményei Neckernek vezető politikai szerep lehetőségét nyújtották. Ő hívhatta össze a párizsi parlamentet, amelynek tagjait korábban száműzték. Előrehozta a Rendi Gyűlés (états généraux) időpontját. 1788 novemberében új Főnemesi Gyűlést (assemblée des notables) hívott össze, hogy törvényben szabályozzák a küldöttek megválasztásának módjait (nevezetesen azt, hogy személyenként vagy rendenként külön szavazzanak), valamint a harmadik rend képviseletének megkettőzésének módjáról. Ez utóbbit, mint előrelátható volt, a Főnemesi Gyűlés ellenezte, de Necker elszántan támogatta le harmadik rend képviseletének kettőzését (1788 decemberében). Ezzel megszilárdította népszerűségét, ettől fogva „patrióta miniszternek” tartották.
A súlyos gabonahiánnyal szembesülve, Necker eltörölte a Loménie de Brienne által a gabonakereskedelem tárgyában hozott liberális intézkedéseit. Megtiltotta a gabona kivitelét (1788. szeptember 7-én); a piacokon kívül történő gabonavásárlást (1788. november 23-án). Külföldön vásároltatott szemes terményeket; import-pótlékokat fogadtatott el, és a rendőrhatóságoknak megadta a szükséges felhatalmazásokat a piacok ellenőrzéséhez (1789. április 22-én).
A pénzügyi vonalon Necker visszavonta a Brienne határozataiban foglalt kifizetések leállítását, és mellékutakon halmozta fel azt a 70 millió livre-t, amely a Rendi Gyűlés összeüléséig a kifizetések biztosításához szükséges volt.
A Rendi Gyűlés megnyílása után Necker beszédeit, melyek központjában a pénzügyi kérdések álltak, rosszul fogadták, mivel a küldöttek csak a szavazás módját akarták tárgyalni. Necker elutasította, hogy részt vegyen a király által 1789. június 23-án adott fogadáson, ahol XVI. Lajos rögzítette a harmadik rendnek adható engedmények határait. A Nemzetgyűléssel szembeni kemény fellépésre készülve a király 1789. július 11-én elbocsátotta Neckert, a Rendi Gyűléssel szemben tanúsított „szélsőségesen lekezelő” magatartása miatt. A miniszter azonnal elhagyta Franciaországot, július 13-án Brüsszelbe, majd 20-án Bázelbe utazott. Elbocsátásának ténye hamarosan ismertté vált. Az ezt követő felháborodás a július 14-i népi felkelés egyik kiváltó tényezője lett.

## Harmadik minisztersége (1789–1790)
Két nappal a forradalom kitörése után, 1789. július 16-án XVI. Lajos kénytelen volt ismét Neckert hívni. Kinevezte őt pénzügyi főminiszterévé (premier ministre des finances). A visszatérő minisztert minden városban, ahol átutazott, ünneplő tömeg fogadta. Párizsba érkezve azonban ismét bebizonyította, hogy csak bankár, és nem államférfi. Úgy érezte, egyedül is meg tudja megmenteni Franciaországot, ezért visszautasította az együttműködést Mirabeau gróffal és La Fayette márkival.
Szinte azonnal szembekerült az Alkotmányozó Nemzetgyűléssel. A küldöttek elvetették Necker pénzügyi javaslatait, melyek az állami beavatkozás és a kölcsönfelvétel hagyományos módszerén alapultak, miközben Necker ellenezte, hogy az államadósságot az assignaták kibocsátásával rendezzék. 1790. szeptember 1-jén Mirabeau ezt írta a királynak: „A jelenlegi pénzügyminiszter nem kívánja vállalni az assignata-pénz kibocsátásának nagy műveletét. Nem akar eltérni saját elgondolásaitól, és mivel az assignata-pénz ötletét nem ő találta ki, harcolni is kész ellene. Ő már nem több, mint egy intelligens személy az Alkotmányozó Nemzetgyűlésen belül. Nem irányítja többé a közvéleményt. Csodákat vártunk tőle, de nem képes kilépni a megszokott kerékvágásból, amely ellentétes a körülményekkel”. Ilyen körülmények között Necker 1790. szeptember 3-án kénytelen volt lemondani.

## Visszavonulása
Lemondása után Necker visszavonult Svájcba, coppet-i kastélyába. Az írásnak szentelte magát, több gazdasági művet írt. 1804. április 9-én hunyt el.

## Művei
Necker műveit unokája gyűjtötte össze és adta ki: Oeuvres complètes de M. Necker publiées par M. le Baron de Staël, son petit-fils…, Párizs, Treuttel et Wurtz, 1820-1821, 15 kötetben.
- Réponse au mémoire de M. l'abbé Morellet sur la Compagnie des Indes, 1769
- Éloge de Jean-Baptiste Colbert, 1773
- Sur la Législation et le commerce des grains, 1775
- Mémoire au roi sur l'établissement des administrations provinciales, 1776
- Lettre au roi, 1777
- Compte rendu au roi, 1781
- De l'Administration des finances de la France, 1784, 3 kötet
- Correspondance de M. Necker avec M. de Calonne. (29 janvier-28 février 1787), 1787
- De l'importance des opinions religieuses, 1788
- De la Morale naturelle, suivie du Bonheur des sots, 1788
- Supplément nécessaire à l'importance des opinions religieuses, 1788
- Sur le compte rendu au roi en 1781 : nouveaux éclaircissements, 1788
- Rapport fait au roi dans son conseil par le ministre des finances, 1789
- Derniers conseils au roi, 1789
- Hommage de M. Necker à la nation française, 1789
- Observations sur l'avant-propos du « Livre rouge », 1790 körül
- Opinion relativement au décret de l'Assemblée nationale, concernant les titres, les noms et les armoiries, 1790 körül
- Sur l'administration de M. Necker, 1791
- Réflexions présentées à la nation française sur le procès intenté à Louis XVI, 1792
- Du pouvoir exécutif dans les grands États, 1792
- De la Révolution française, 1796
- Cours de morale religieuse, 1800
- Dernières vues de politique et de finance, offertes à la Nation française, 1802
- Histoire de la Révolution française, depuis l'Assemblée des notables jusques et y compris la journée du 13 vendémiaire an IV (18 octobre 1795), 1821